# دنهام، استرالیای غربی
دنهام (به انگلیسی: Denham) یک شهرک در استرالیا است که در استرالیای غربی واقع شده‌است.